# Emphorini
Tribu
Les Emphorini sont une tribu d'insectes de la famille des Apidae (une des familles d'abeilles).

## Liste des genres
Selon ITIS :
- Alepidosceles Moure, 1947
- Ancyloscelis Latreille, 1829
- Diadasia Patton, 1879
- Diadasina Moure, 1950
- Meliphilopsis Roig-Alsina, 1994
- Melitoma Lepeletier et Serville, 1828
- Melitomella Roig-Alsina, 1998
- Ptilothrix Smith, 1853
- Toromelissa Roig-Alsina, 1998